# Accordi di Basilea

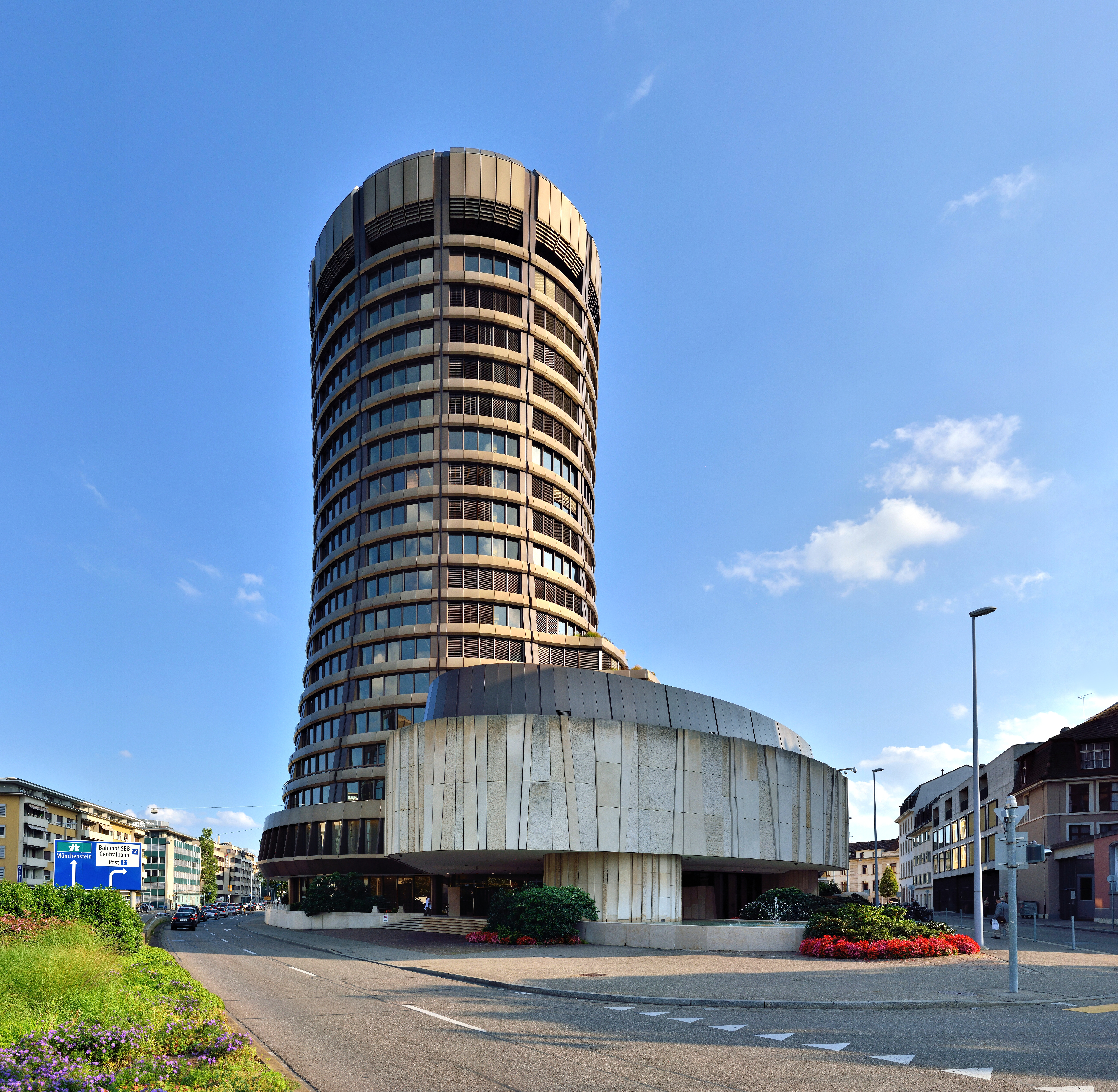
Lo storico istituto finanziario BIZ a Basilea

Gli Accordi di Basilea sono linee guida in materia di requisiti patrimoniali delle banche, redatte dal Comitato di Basilea, costituito dagli enti regolatori del G10 (composto attualmente da undici paesi) più il Lussemburgo allo scopo di perseguire la stabilità monetaria e finanziaria.
Gli accordi (assieme alle linee guida, agli standard e alle raccomandazioni) sono una particolare forma operativa attraverso cui il Comitato agisce e sono stabiliti nell'aspettativa che le singole autorità nazionali possano redigere disposizioni operative che tengano conto delle realtà dei singoli stati. Infatti il Comitato, pur non avendo capacità regolamentare autonoma, riesce a conferire efficacia all'attività svolta, in quanto i paesi che vi aderiscono sono implicitamente vincolati e quelli che non aderiscono si adeguano a quello che, di fatto, diventa uno standard regolamentare. In questo modo il Comitato incoraggia la convergenza verso approcci e standard comuni.

## Evoluzione
Essendo centrale la solidità patrimoniale degli istituti di credito, diviene priorità dell'ente regolatore concentrarsi sul rischio.
Questo approccio introduce alle principali innovazioni del settore creditizio in questi ultimi vent'anni: sviluppo di una nuova cultura sui rischi, standardizzazione delle tecniche ed individuazione delle best practices, appostamenti in funzione dell'esposizione corretta per il rischio.

## Gli accordi

### Basilea I (Il primo Accordo di Basilea - 1988)
I requisiti di capitalizzazione delle banche sono stati definiti nel 1988 con l'Accordo sul Capitale Minimo delle Banche, noto anche come Accordo di Basilea, elaborato dal Comitato di Basilea, l'organismo rappresentativo delle principali banche centrali. Ad esso hanno aderito, fino ad oggi, 45 istituzioni di 28 giurisdizioni diverse.
Nel caso delle banche operanti in uno degli Stati membri dell'Unione europea, l'obbligatorietà delle indicazioni del Comitato di Basilea sul capitale minimo discende anche dal loro recepimento da parte del legislatore comunitario nelle direttive sulle imprese bancarie, assicurative e finanziarie. Questo Accordo è stato, infatti, recepito nella Direttiva 647/1989.
Esso contiene la prima definizione e la prima misura (standard) del capitale minimo bancario accettate a livello internazionale. L'assunto di fondo è che a ciascuna operazione di prestito deve corrispondere una quota di capitale regolamentare da detenere a scopo precauzionale (cd. onere di capitale). Il capitale obbligatorio si determina confrontando l'entità del capitale o patrimonio di vigilanza (detto anche capitale eligibile) e l'ammontare delle attività bancarie impiegate nella concessione di prestiti (banking book) ponderato per il rischio di credito (ossia di mancato o tardivo rimborso da parte dei prenditori). Per un gruppo bancario, il patrimonio di vigilanza bancario deve essere pari ad almeno l'8% delle attività creditizie ponderate per il rischio di credito (Coefficiente di solvibilità).
L'Accordo di Basilea obbligava le banche ad accantonare l'8% del capitale erogato, non investibile in attività creditizia tipica, né in attività para-assicurative, né in operazioni finanziarie sui mercati mobiliari, al fine di garantire solidità e fiducia nel sistema creditizio.
Col tempo, l'Accordo si è rivelato inadatto a fronteggiare le nuove sfide poste in essere dalle nuove tecnologie di comunicazione, prodotti finanziari, mercati bancari e dalle tecniche di gestione dei rischi (risk management). In particolar modo, non vengono presi in considerazione i rischi derivanti dalle operazioni sui mercati immobiliari e non sono accuratamente misurati i rischi di credito, che vengono piuttosto sottostimati. La principale conseguenza di ciò è l'arbitraggio, ossia una certa elusione del vincolo di capitale minimo imposto nel 1988. In pratica, a fronte del rispetto apparente della formula di Basilea I, il management bancario è incentivato a:
1. concedere i tradizionali prestiti alle controparti relativamente più rischiose;
2. intraprendere operazioni finanziarie innovative sempre più sofisticate e con un basso o nullo onere di capitale corrispondente.

Per far fronte a queste nuove problematiche si è provveduto ad una revisione dell'Accordo, culminata con il cosiddetto Basilea II.

### Basilea II (Il Nuovo Accordo di Basilea - 2004; operativo 2007)
Dato che l'accordo del 1988 presentava il limite evidente che l'accantontamento era indifferente al rischio della controparte (essendo troppo per una controparte poco rischiosa e troppo poco per una controparte giudicata rischiosa) finiva con il penalizzare le banche con portafogli con un merito di credito più elevato.
Nel gennaio 2001 il Comitato di Basilea diffuse il New Basel Capital Accord (in Italia noto come Nuovo Accordo di Basilea o più semplicemente Basilea II), un documento di consultazione (da definire entro fine 2003 e a cui dare efficacia per la fine del 2006) per definire la nuova regolamentazione in materia di requisiti patrimoniali delle banche ed ovviare agli inconvenienti suddetti. In questo documento è emerso che c'è un ritorno al Gold Standard per le banche. L'oro fisico accantonato sarà considerato Risk Free 

### Basilea III (2010; operativo 2013)
Dopo la crisi del 2007-2009 sono state varate le nuove regole denominate Basilea III.